# 온두라스의 재외공관 목록

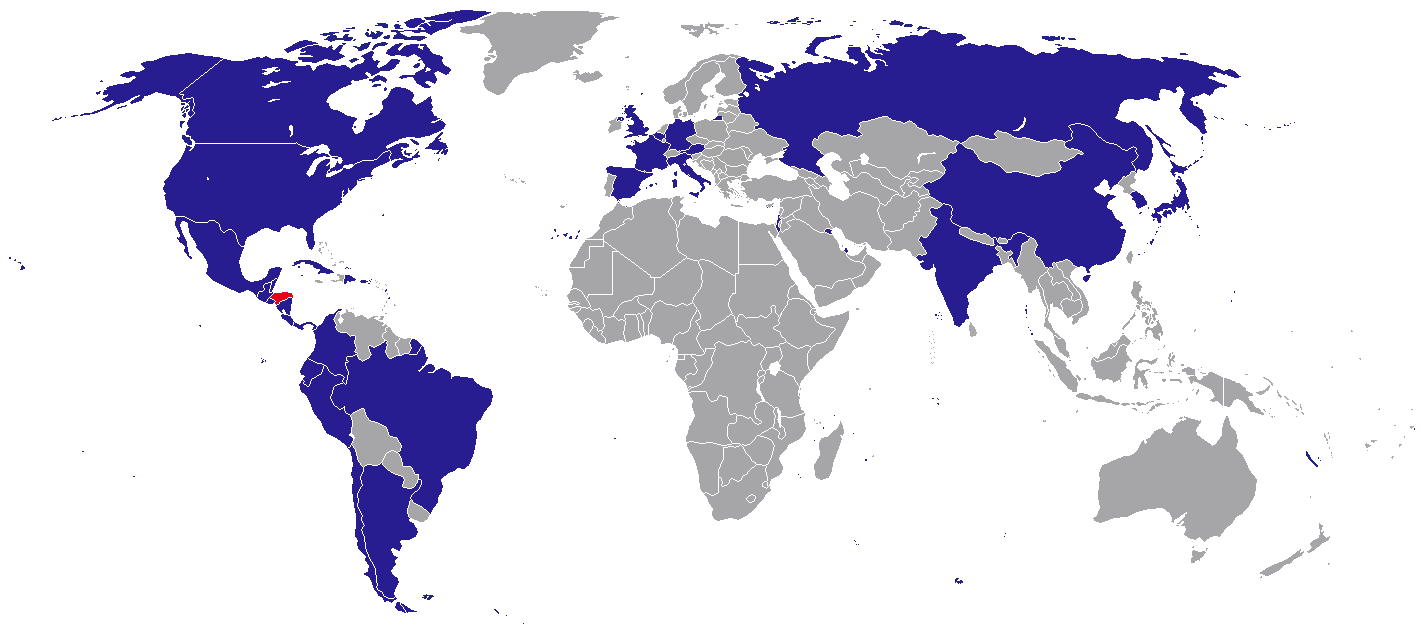
온두라스의 재외공관

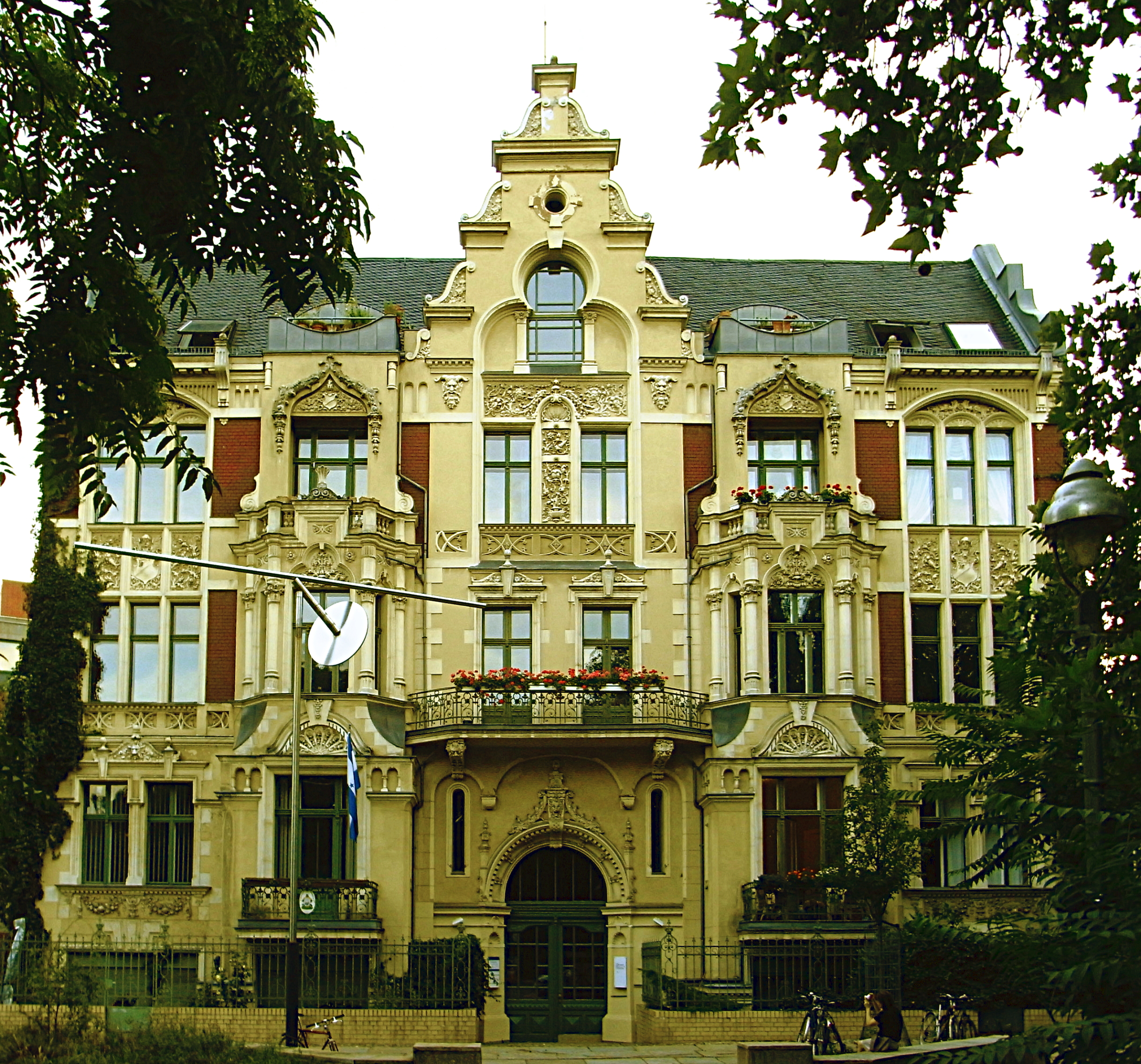
베를린 주재 온두라스 대사관

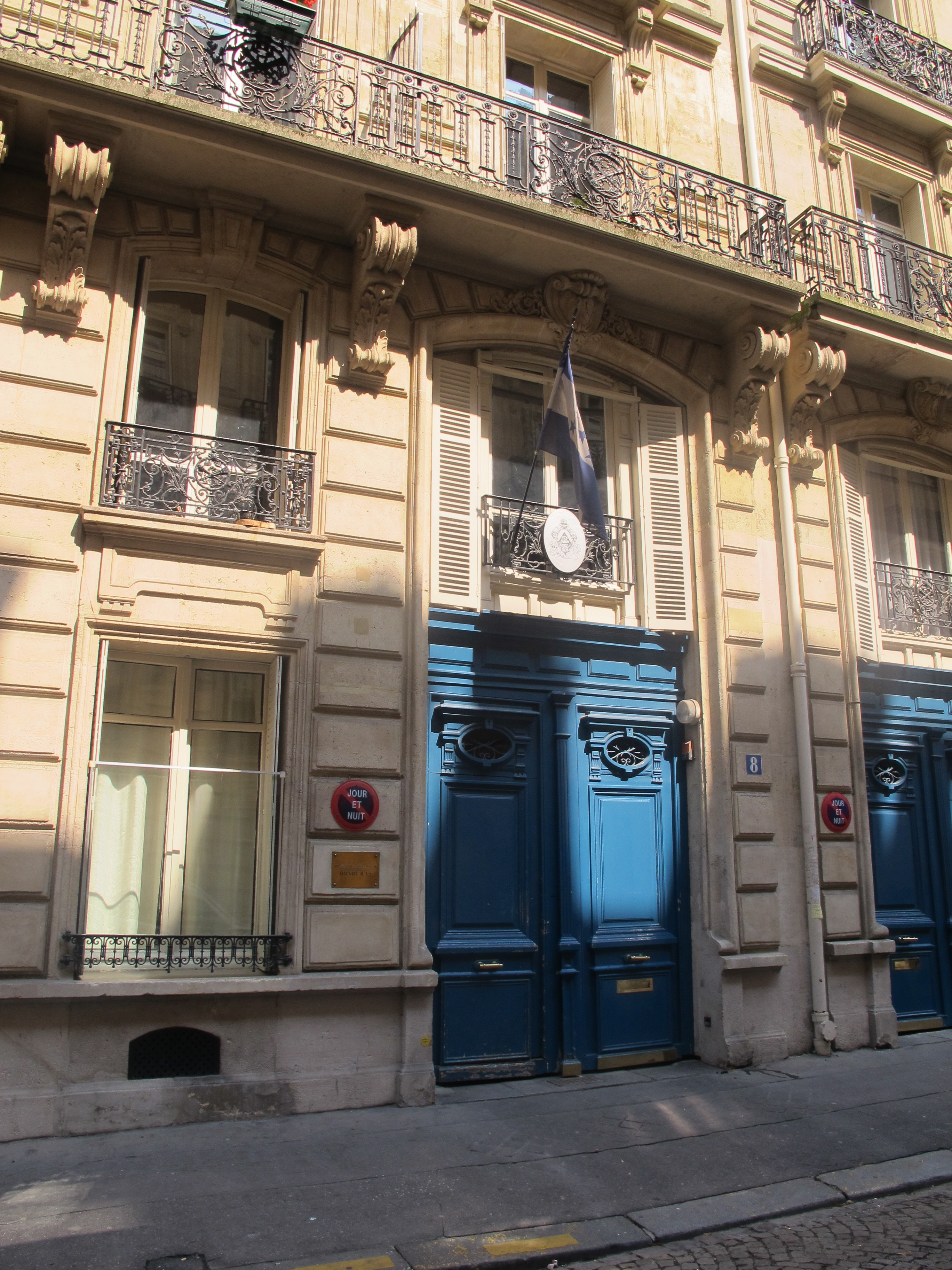
파리 주재 온두라스 대사관

온두라스의 재외공관 목록은 온두라스 주재 대사관을 각국에 상주시켜 놓는 것을 의미하며 온두라스의 재외공관을 나열한 목록이다.

## 아메리카
- 아르헨티나 : 부에노스아이레스 (대사관)
- 벨리즈 : 벨리즈시티 (대사관)
- 브라질 : 브라질리아 (대사관)
- 캐나다 : 오타와 (대사관), 몬트리올 (총영사관)
- 칠레 : 산티아고 (대사관)
- 콜롬비아 : 보고타 (대사관)
- 코스타리카 : 산호세 (대사관)
- 쿠바 : 아바나 (대사관)
- 도미니카 공화국 : 산토도밍고 (대사관)
- 에콰도르 : 키토 (대사관)
- 엘살바도르 : 산살바도르 (대사관)
- 과테말라 : 과테말라 시 (대사관)
- 멕시코 : 멕시코시티 (대사관), 산루이스포토시 (총영사관), 타파출라 (총영사관), 베라크루스 (총영사관), 아카유칸 (영사대리부), 살티요 (영사대리부), 테노시케 (영사대리부)
- 니카라과 : 마나과 (대사관)
- 파나마 : 파나마시티 (대사관)
- 페루 : 리마 (대사관)
- 미국 : 워싱턴 D.C. (대사관), 애틀랜타 (총영사관), 시카고 (총영사관), 댈러스 (총영사관), 휴스턴 (총영사관), 로스앤젤레스 (총영사관), 매캘런 (총영사관), 마이애미 (총영사관), 뉴올리언스 (총영사관), 뉴욕 (총영사관), 샌프란시스코 (총영사관)
- 베네수엘라 : 카라카스 (대사관)

## 아시아
- 중화인민공화국 : 베이징시 (대사관)
- 이스라엘 : 텔아비브 (대사관)
- 일본 : 도쿄도 (대사관)
- 대한민국 : 서울특별시 (대사관)
- 쿠웨이트 : 쿠웨이트시티 (대사관)

## 유럽
- 벨기에 : 브뤼셀 (대사관)
- 프랑스 : 파리 (대사관)
- 독일 : 베를린 (대사관)
- 바티칸 시국 : 바티칸 시국 (대사관)
- 이탈리아 : 로마 (총영사관)
- 러시아 : 모스크바 (대사관)
- 스페인 : 마드리드 (대사관), 바르셀로나 (총영사관)
- 영국 : 런던 (대사관)

## 대표부
- EU 온두라스 정부 대표부 : 브뤼셀
- UN 온두라스 정부 대표부 : 뉴욕, 제네바
- UNESCO 온두라스 정부 대표부 : 파리
- FAO 온두라스 정부 대표부 : 로마
- 미주 기구 온두라스 정부 대표부 : 워싱턴 D.C.